# Tornado (веб-сервер)
Tornado — расширяемый, неблокирующий веб-сервер и фреймворк, написанный на Python. Он был создан для использования в проекте FriendFeed, который в 2009 году приобрела компания Facebook, после чего исходные коды Tornado были открыты.

## Производительность
Tornado был создан для обеспечения высокой производительности и является одним из веб-серверов, способных выдержать проблему 10000 соединений.
Следует понимать, что при сравнении производительности речь идет о так называемых «лёгких» запросах. Длительная обработка запроса (например, по причине взаимодействия с сервером баз данных) сводит преимущества Tornado на нет.
Следующая таблица показывает сравнение работы Tornado и других серверов:
| Сервер   | Конфигурация            | Запросов в секунду |
| -------- | ----------------------- | ------------------ |
| Tornado  | nginx, 4 фронтенда      | 8213               |
| Tornado  | 1 однопоточный фронтенд | 3353               |
| Django   | Apache/mod wsgi         | 2223               |
| web.py   | Apache/mod_wsgi         | 2066               |
| CherryPy | standalone              | 785                |